# Canby (Oregon)
Canby, benannt nach Bürgerkriegsgeneral Edward Canby, ist eine Kleinstadt im Clackamas County im US-Bundesstaat Oregon. Das U.S. Census Bureau hat bei der Volkszählung 2020 eine Einwohnerzahl von 18.171 ermittelt. Die Stadt liegt südlich des County-Seats Oregon City auf der Hälfte zwischen Portland, der größten Stadt des Bundesstaates, und dessen Hauptstadt Salem.
In Canby ist der landesgrößte Dahlienzüchter Swan Island Dahlias angesiedelt.
Vom Südosten der Stadt hat man Blick auf Mount Hood.
Der National Park Service weist für Canby fünf Bauwerke und Stätten im National Register of Historic Places (NRHP) aus (Stand 3. Januar 2019), darunter die  Macksburg Lutheran Church.

## Persönlichkeiten
- Kurt Schrader (* 1951), Politiker